# Slumberland
Slumberland (El país dels somnis) és una pel·lícula nord-americana de fantasia i comèdia d'aventures dirigida per Francis Lawrence, amb un guió de David Guion i Michael Handelman per a Netflix. Basada en la sèrie de còmics titulada Little Nemo in Slumberland, de Winsor McCay, és protagonitzada per Marlow Barkley, Jason Momoa, Weruche Òpia, Índia de Beaufort, Kyle Chandler i Chris O'Dowd. Es va estrenar el 18 de novembre de 2022 i està subtitulada al català.

## Producció
El 3 de març del 2020, es va anunciar que Jason Momoa protagonitzaria una adaptació en viu de la sèrie de còmics Little Nemo in Slumberland de Winsor McCay del director Francis Lawrence, amb la distribució i producció de Netflix a partir de l'estiu d'aquell mateix any. No obstant això, a causa de la pandèmia de COVID-19, es va posposar la filmació del projecte. El 12 d'octubre del 2020, Kyle Chandler es va unir a l'elenc de la pel·lícula, on ja s'havia confirmat que Chris O'Dowd i Marlow Barkley apareixerien. El rodatge va començar el febrer de 2021, a Toronto, i va concloure el 19 de maig de 2021.